# 仙剣奇侠伝
『仙剣奇侠伝』（せんけんききょうでん、繁体字表記：仙劍奇俠傳、簡体字表記：仙剑奇侠传、英語表記：The Legend of Sword and Fairy）は、1988年に台湾で設立されたSOFTSTAR社が1995年にリリースした第1作目から始まるコンピュータゲームシリーズ。最新作は『仙剣奇侠伝―守り合い―』で、シリーズとしては7番目となる。中国のゲームとしては初めてテレビドラマ化された作品として知られ、小説や漫画、カードゲーム化もされている。

## ゲームタイトル一覧
- 仙剣奇侠伝（1995年7月）[3]
- 新仙剣奇侠伝（2001年）[4]
- 仙剣奇侠伝二（2003年1月）[3]
- 仙剣奇侠伝三（2003年8月）[3]
- 仙剣奇侠伝三外伝・問情篇（2004年10月）[3]
- 仙剣奇侠伝四（2007年8月）[3]
- 仙剣奇侠伝五（2011年7月）[3]
- 仙剣奇侠伝五前伝（2013年1月）[3]
- 仙剣奇侠伝六（2015年7月）[3]
- 仙剣奇侠伝七（2021年10月）[3]

### 日本語版
日本では1999年にSOFTSTAR ENTERTAINMENT INC.から『仙剣奇侠伝』がセガサターン用として発売された。またシリーズ7番目が『仙剣奇侠伝―守り合い―』のタイトルでPS5/PS4用として2022年8月25日に発売された。

## ドラマ
2005年放映の『仙剣奇侠伝』は中国大陸部の時代劇ドラマとして大きくヒットし、2009年には『仙剣奇侠伝3』が放映された。2016年には『仙剣奇侠伝5』を原作とした『仙剣雲之凡』が放映された。
2021年頃には『仙剣奇侠伝』のリメイク版が撮影され、2024年4月より『又見逍遙』というタイトルで配信が開始された。
2022年には『仙剣奇侠伝4』の撮影がおこなわれ、2024年1月に動画配信サービスの愛奇芸（iQIYI）で配信が開始された。
2022年には『仙剣奇侠伝6』がシュー・カイとユー・シューシンの主演との情報が出回り、2024年に『祈今朝〜失われた記憶、共鳴する愛〜（仙剣奇侠伝六）』が放映された。
日本では『仙剣奇侠伝』が2024年2月27日より動画配信サービス「みるアジア」で独占配信が開始された。またシリーズの6作目をドラマ化した『祈今朝』が2024年10月2日よりU-NEXTで独占先行配信を開始、DVDが順次リリースされることが発表された。

### ドラマ一覧
- 仙剣奇侠伝（zh:仙劍奇俠傳_(電視劇)、2005年）
- 仙剣奇侠伝三（zh:仙剑奇侠传三 (电视剧)、2009年）
- 仙剣雲之凡（zh:仙剑云之凡、2016年）※原作は仙剣奇侠伝5
- 仙剣四（zh:仙剑四、2024年）
- 祈今朝（zh:祈今朝、2024年）※原作は仙剣奇侠伝6
- 又見逍遙（zh:又见逍遥、2024年）※仙剣奇侠伝リメイク版

## 小説
1. 『仙剑奇侠传 壹』 管平潮 著、北京联合出版公司、2012年、ISBN 9787550209862
2. 『仙剑奇侠传 贰』 管平潮 著、北京联合出版公司、2013年、ISBN 9787550212695
3. 『仙剑奇侠传 叁』 管平潮 著、北京联合出版公司、2013年、ISBN 9787550218901
4. 『仙剑奇侠传 肆』 管平潮 著、北京联合出版公司、2014年、ISBN 9787550231900
5. 『仙剑奇侠传 伍』 管平潮 著、百花洲文艺出版社、2015年、ISBN 9787550012288
6. 『仙剑奇侠传 陆』 管平潮 著、百花洲文艺出版社、2015年、ISBN 9787550013933
7. 『仙剑奇侠传 柒』 管平潮 著、百花洲文艺出版社、2016年、ISBN 9787550017474
8. 『仙剑奇侠传 捌』 管平潮 著、百花洲文艺出版社、2017年、ISBN 9787550020139

## 画集
- 『逐风吟 : 仙剑奇侠传同人纪念画集』 天闻角川編、湖南美术出版社、2016年、ISBN 9787535674562

## 漫画
- 「水靈劫（水灵劫）」[14]
- 「憶相逢（忆相逢）」[14]
- 「青荷」[14]
- 「少年衡道眾（少年衡道众）」[14]
- 「照紅妝（照红妆）」[14]
- 「衡道眾前傳（衡道众前传）」[14]
- 「鎖妖（锁妖）」[14]
- 「燕歸來（燕归来）」[14]
- 「西江月」[15]
- 「梦千年」[16]
- 「昔风」[17]
- 「仙剑奇侠传四」[18]

## 舞台
上海の「染空間劇團」により舞台化され、2015年4月から中国、台湾で上演予定。
2015年7月には北京で声優による声優劇が上演された。